# Läkerol

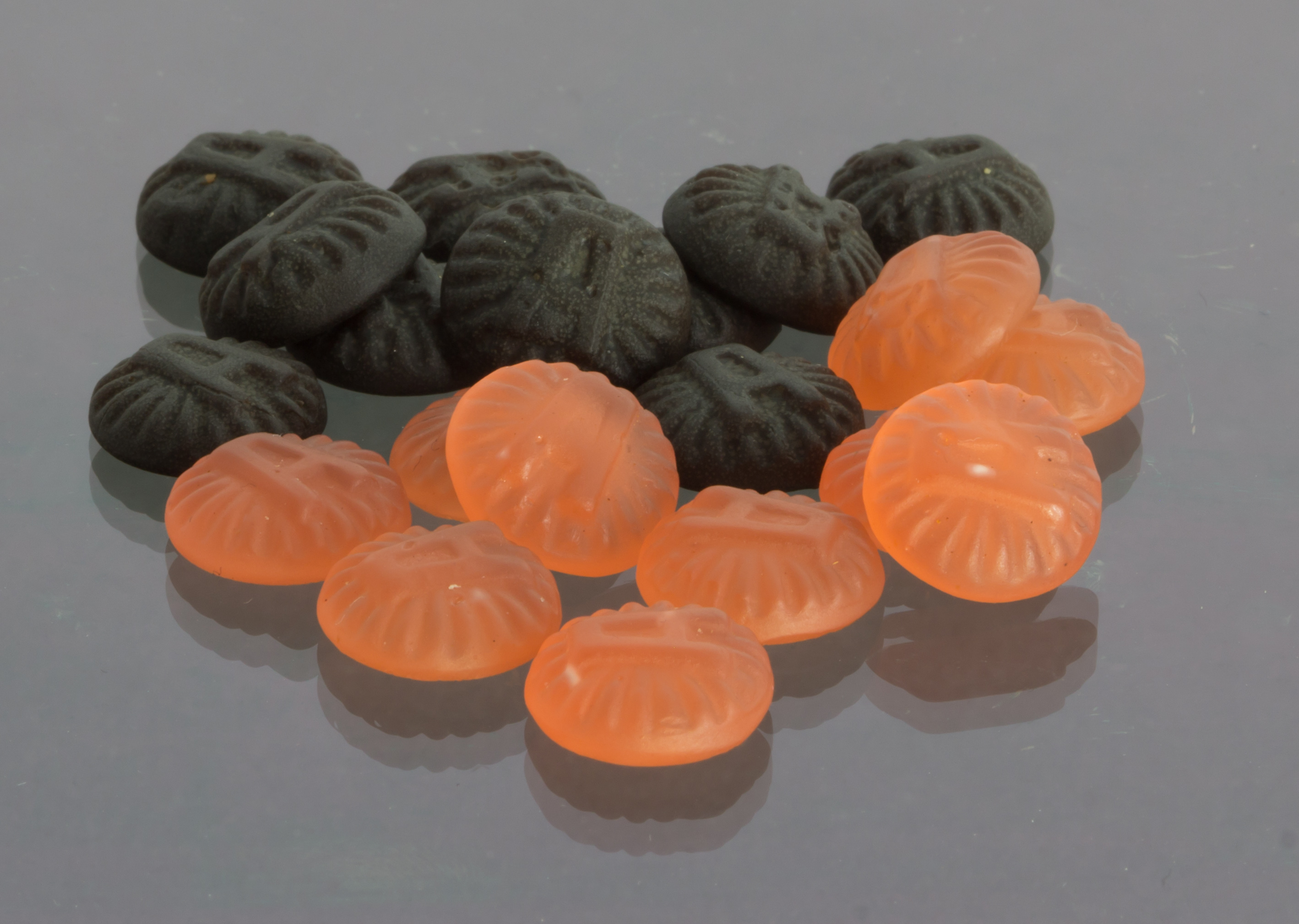
Läkerol Salmiak / Rasberry Lemongrass

Läkerol is oorspronkelijk een Zweeds snoepmerk. Producent en eigenaar is de snoepgoedmultinational Leaf International. De snoeppastilles zijn in veel smaken te verkrijgen, de meeste hebben een drop-smaak. Läkerol wordt gemaakt met vruchtensap, Arabische gom en smaak- en zoetstoffen.

## Geschiedenis
Läkerol werd in 1909 door de Zweedse ondernemer Adolf Ahlgren in de handel gebracht Het snoepje was al snel een internationaal succes. In 1910 werd Läkerol in Denemarken geïntroduceerd. Twee jaar later volgden Noorwegen en Finland, en daarna in de loop der jaren nog tal van andere landen.

## Wereldwijd
Het merk wordt verkocht in 26 landen: Zweden, Noorwegen, Denemarken, Finland, IJsland, Duitsland, Frankrijk, Italië, Nederland, België, Luxemburg, Zwitserland, Oostenrijk, Spanje, Portugal, Tsjechië, Slowakije, de Baltische staten, Hongarije, Rusland, de Verenigde Staten, Canada, Libanon, Maleisië, China en Singapore.

## Smaken
In land van oorsprong Zweden is het smakengamma het meest uitgebreid, hier verkoopt men 12 verschillende smaken. In België zijn twee smaken te krijgen; Eucalyptus, Blue Fruits. In Nederland is het verkoopassortiment weer anders samengesteld; Salmiak, Eucalyptus, Blue Fruits, Sweet Black, Kiwi Passion en Cactus.